# Bartolomé Muntané Cirici
Bartolomé Muntané Cirici (Igualada, 25 de mayo de 1899-Ibíd., 3 de agosto de 1977) fue un militar español.

## Biografía
Participó en la guerra del Rif, durante la cual obtuvo la Laureada de San Fernando.
Durante los años de la Segunda República fue un distinguido miembro de la masonería.
Al estallar la Guerra civil española tenía el rango de capitán de infantería y se encontraba destinado en el territorio de Ifni como comandante del 1.er Tabor del Grupo de Tiradores de Ifni. Aunque intentó que su unidad se mantuviera fiel al gobierno, esto le fue imposible y hubo de huir al Marruecos francés, regresando posteriormente a la zona republicana. Durante la contienda mandó diversas unidades: la 139.ª Brigada Mixta, las divisiones 44.ª y 71.ª, y el XI Cuerpo de Ejército. Posteriormente se convirtió en jefe de la sección de operaciones del Ejército del Este. Tras la contienda marchó al exilio, donde residió numerosos años hasta su regreso España en 1977.